# فسفامیدون
فسفامیدون (به انگلیسی: Phosphamidon) یک ترکیب شیمیایی با شناسه پاب‌کم ۲۵۷۵۰ است. 